# Campo Nacional de Formação Ambiental
O Campo Nacional de Formação Ambiental (CNFA) do CNE localiza-se na freguesia de São Jacinto, entre a Praia de São Jacinto e a Ria de Aveiro na Reserva Natural das Dunas de São Jacinto. Este parque, foi um local pensado exclusivamente para actividades escutistas, estando aberto durante todo o ano, respeitando as normas da reserva natural onde se encontra integrado. O que é proposto aos escuteiros em actividade no CNFA são actividades ligadas à reserva natural, ou à ria, para as quais se podem candidatar aquando da reserva.
O centro é mais atractivo no Verão onde se pode gozar toda a natureza de uma vila de pescadores, com a vantagem de se possuir também uma reserva natural mesmo ali ao lado. 
Este centro faz parte da rede europeia de centro escutistas, estando listado na iniciativa Where to Stay in Europe.
O CNFA fuciona sobretudo com voluntários, que ajudam na gestão e bom funcionamento dos cerca de 20 hectares que compõem o parque.